# Zao (gruppo musicale statunitense)
Gli Zao sono una band formatasi nel 1993 a Parkersburg, Virginia Occidentale e sono considerati tra i pionieri del genere metalcore, e più precisamente nel ramo del christian metalcore.

## Storia degli Zao
Il gruppo ha visto, durante gli anni, moltissimi cambiamenti di formazione raggiungendo una certa stabilità solo nel 2005, anno dopo il quale non sono più avvenuti rilevanti cambiamenti di formazione. A causa comunque dei continui cambi di formazione avvenuti negli anni, gli Zao tendono oggi a non considerarsi più parte della scena Cristiana ma piuttosto un gruppo di artisti dalla mentalità aperta; l'unica descrizione fornita dal chitarrista Scott Mellinger è stata "We're not selling Christ. We're just following Him" (non stiamo vendendo Cristo, lo seguiamo e basta).

## Formazione

### Formazione attuale
- Daniel Weyandt – voce (1997-presente)
- Scott Mellinger – chitarra, cori (1999-presente)
- Russ Cogdell – chitarra (1997-2006, 2007-presente)
- Marty Lunn – basso (2005-presente)
- Josh Walters – batteria (2007-presente)

### Ex componenti
- Roy Goudy – chitarra (1993-1997)
- Jesse Smith – batteria (1993-2004)
- Mic Cox – basso (1993-1997)
- Eric Reeder – voce (1993-1995)
- Shawn Jonas – voce (1995-1997)
- Kevin Moran – basso (1997)
- Brett Detar – chitarra (1997-1999)
- Ron Gray – chitarra (1997-1998)
- Rob Horner – basso (1999-2004)
- Corey Darst – voce (2000-2001)
- Matt Auxier – voce (2001-2002)
- Joshua Ashworth – voce (2003-2004)
- Shawn Koschik – basso (2004-2005)
- Stephen Peck – batteria (2004-2005)
- Jeff Gretz – batteria (2005-2007)

## Discografia

### Album in studio
- 1994 - Author
- 1994 - Conflict
- 1995 - Sustained
- 1995 - All Else Failed
- 1997 - The Splinter Shards the Birth of Separation
- 1998 - Where Blood and Fire Bring Rest
- 1998 - Split EP
- 1999 - Liberate Te Ex Inferis
- 2001 - (Self Titled)
- 2002 - Parade of Chaos
- 2003 - All Else Failed
- 2004 - The Funeral of God
- 2006 - The Fear Is What Keeps Us Here

### EP
- 1995 - Treadwater
- 1996 - The Ties That Bind

### Altre pubblicazioni
- 2004 - Legendary
- 2005 - The Lesser Lights of Heaven (DVD)
- 2005 - Warped Tour 2005 Tour Compilation